# Лихтенщайн (замък в Австрия)
Вижте пояснителната страница за други значения на Лихтенщайн.
Лихтенщайн е замък, който се намира около Мария Енцерсдорф, в края на Виенския лес, южно от австрийската столица Виена. Първоначално замъкът е бил построен през 12 век и е разрушен от османските войски веднъж през 1529 и отново през 1683 година. Възстановен е през 1884 година.
От името на замъка Лихтенщайн, което в превод от немски означава „Светъл камък“, произлиза и названието на княжеската династия на Лихтенщайните, управляваща едноименното княжество. Замъкът е тяхна собственост от 1140 година до 13 век и от 1807 година насам.
Днес замъкът е известен благодарение на театралния фестивал „Йохан Нестрой“, който се провежда всяка година в летните месеци. От юни 2009 замъкът временно е затворен за посещения.